# Rayan Tayeb
Rayan Tayeb (* 12. Februar 2004 in Wellington) ist ein neuseeländisch-algerischer Fußballspieler.

## Karriere
Aus der Jugend von Western Springs wechselte er Anfang 2021 in die Jugend von Bay Olympic und schloss sich zur Saison 2022 der ersten Mannschaft von Auckland City an. Nachdem diese Spielzeit für ihn ohne Einsatz verlaufen war, debütierte er am 1. April 2023 bei einem 5:1-Sieg über Bay Olympic in der National League. Ab dem achten Spieltag der Spielrunde kam er in nahezu jeder Partie zum Einsatz und scheiterte mit seinem Team im Grand-Final mit 0:2 an Wellington Olympic, womit er einen Titelgewinn mit seiner Mannschaft verpasste.
Seinen einzigen Einsatz in der Spielzeit 2024 in der Northern League hatte er am 22. Spieltag, als er in der Startaufstellung stand und komplett durchspielte. Einen Einsatz in der Championship-Runde bekam er nicht, am Ende gewann sein Team in dieser Saison die Meisterschaft.
Seit Anfang März 2025 ist er beim Western Springs AFC aktiv.